# Ion Negoițescu
Ion Negoițescu (Cluj, 10 augustus 1921 - München, 6 februari 1993) was een Roemeense literatuurhistoricus, criticus, schrijver en dichter. Hij wordt beschouwd als een van de medeoprichters van de literaire kring Sibiu. Negoițescu begon zijn carrière als tiener en maakte zich bekend als literair ideoloog. Hij was ook een van de weinige openlijke homoseksuele intellectuelen in Roemenië vóór 1990.